# Шпакове (Новоукраїнський район)
Шпако́ве — село в Україні, у Новомиргородській міській громаді Новоукраїнського району Кіровоградської області. Населення становить 366 осіб. Колишній центр Шпаківської сільської ради.

## Географія
Площа села — 110,66 га.
Поблизу Шпакового протікає річка Гнилий Ташлик.

## Історія
В селі мав невеликий маєток російський поет і перекладач Микола Гнєдич. 1821 року в його родичів тут гостював друг поета Олександр Пушкін.
В XIX столітті Шпакове належало до Кам'янської волості Чигиринського повіту Київської губернії.
Станом на 1886 рік у селі Шпакове Панчівської волості Єлизаветградського повіту Херсонської губернії мешала 371 особа, налічувалось 74 дворових господарств, існувала православна церква.
За радянських часів у селі знаходився колгосп «Маяк комунізму». В 1970 році село належало до ліквідованої згодом Бровківської сільської ради.

## Населення
Згідно з переписом УРСР 1989 року чисельність наявного населення села становила 334 особи, з яких 150 чоловіків та 184 жінки.
За переписом населення України 2001 року в селі мешкало 366 осіб.

### Мова
Розподіл населення за рідною мовою за даними перепису 2001 року:
| Мова       | Відсоток |
| ---------- | -------- |
| українська | 93,17 %  |
| російська  | 4,10 %   |
| молдовська | 2,46 %   |
| білоруська | 0,27 %   |

## Вулиці
В Шпаковому налічується 4 вулиці та 2 провулки:
- Визволення вул.
- Леніна вул.
- Миру вул.
- Молодіжна вул.
- Пушкіна пров.
- Шевченка пров.

## Відомі люди
- Гончаренко Семен Устимович — фізик-методист, доктор педагогічних наук, дійсний член АПНУ, заслужений діяч науки і техніки України
- Безтака П. М. — кандидат історичних наук